# Mao: a História Desconhecida
Mao: A História Desconhecida (originalmente em inglês: Mao: The Unknown Story) é um livro lançado em 2005 criado pela escritora Jung Chang e seu marido, o historiador Jon Halliday e sua equipe, tratando-se de uma biografia de Mao Tsé-Tung (1893-1976), expondo diversos fatos sobre sua liderança, tais como golpes, assassinatos e expurgos. O livro se tornou um best-seller no Reino Unido e na América do Norte. Apesar de elogiado por uns, também foi criticado por outros, questionando o rigor factual de uma série de conclusões.
O casal viajou todo o mundo para a pesquisa do livro, que foi escrito em 12 anos, os autores entrevistaram centenas de pessoas que foram próximas de Mao Tsé-Tung em algum momento em sua vida, incluindo George H. W. Bush, Henry Kissinger e Tenzin Gyatso (o Dalai Lama).
Também utilizaram memórias publicadas recentemente de figuras políticas chinesas, e exploraram novos arquivos abertos na China e Rússia. Chang viveu durante a Revolução Cultural, que ela descreveu em seu livro anterior, Wild Swans ("Cisnes Selvagens"), e suas experiências com este acontecimento lhe deram engajamento para a análise do regime comunista.

## O livro
No livro Chang e Halliday não aceitam as explicações idealistas para a ascensão ao poder e os créditos comumente aderidos à Mao. Eles argumentam que Mao, desde os seus primeiros anos, foi motivado por um desejo de poder e que ele ordenou a prisão e assassinato de muitos opositores políticos, incluindo alguns de seus amigos pessoais. Durante os anos 1920 e 1930, eles alegam, que o partido comunista chinês era mantido quase exclusivamente devido ao financiamento do Komintern e que Mao não poderia ter adquirido o controle do comunismo chinês sem o apoio de Josef Stalin, nem que Mao foi um herói durante a Longa Marcha como retratou Edgar Snow em "A Estrela do Oriente". Também argumentam que Chiang Kai-shek não teria realmente perseguido o Exército vermelho porque seu filho estava sendo mantido refém em Moscou.
Zonas sob controle comunista durante a Segunda Frente Unida e a Guerra Civil Chinesa, tais como a Jiangxi e Yan'an teriam sido controladas através do terror e financiadas pelo ópio. Mao, segundo alegam, sacrificou milhares de tropas simplesmente para se livrar dos partidos rivais, como Chang Kuo-tao, também os comunistas não teriam tomado a iniciativa na luta contra os invasores japoneses durante a Segunda Guerra Mundial. Também alegam que apesar de ter nascido em uma família camponesa, quando Mao chegou ao poder em 1949, ele tinha pouca preocupação com o bem-estar dos camponeses chineses. A determinação de Mao em intimidar os dissidentes levou a uma onda de assassinatos e fomes resultantes do Grande Salto Adiante, agravada quando Mao autorizou a exportação de grãos para outros países para adquirir armamento e fabricar a bomba atômica chinesa, mesmo quando se tornou claro que a China não possuía grãos suficiente para alimentar a sua própria população.

### A Passagem pela Ponte Luding
Chang e Halliday argumentam que, ao contrário da versão oficial, não houve batalha na Ponte Luding e que os relatos "heróicos" ocorridos na passagem foi apenas propaganda comunista. Chang encontrou uma testemunha, Li Xiu-zhen, que disse que não viu combates e que a ponte não estava em chamas. Além disso, ela disse que apesar das alegações pelos comunistas que o combate foi feroz, todos os comunistas da vanguarda sobreviveram à batalha. Chang também utilizou informações Nacionalistas (Kuomintang) que indicam que a força que guardava a ponte havia sido retirada antes da chegada dos comunistas.
Uma série de obras de história, mesmo fora da China, retratam como tendo ocorrido uma batalha na Ponte Luding, mesmo não possuindo "proporções heroicas". Harrison E. Salisbury em The Long March: The Untold Story e Charlotte Salisbury em Long March Diary mencionam uma batalha na Ponte Luding, mas eles confiaram em testemunhas de segunda-mão. No entanto, há discordância em outras fontes sobre o incidente. A jornalista chinesa Sun Shuyun concordou que a versão oficial da batalha foi exagerada. Ela entrevistou um ferreiro local que havia testemunhado o evento e disse que "quando [as tropas opostas ao Exército Vermelho] viram os soldados que vinham, eles fugiram em pânico - os seus funcionários haviam abandonado ela. Não houve realmente uma grande batalha". Os arquivos em Chengdu mais apoiaram esta alegação. O livro de Sun Shuyun "A Longa Marcha", editado no Brasil pela Arquipélago Editorial (Porto Alegre, 2007), traz essa referência, às páginas 191, in fine.
Em outubro de 2005, o jornal The Age relatou que ele foi incapaz de encontrar testemunhas sobre o ocorrido na Ponte Luding. Além disso, The Sydney Morning Herald encontrou uma testemunha de 85 anos que afirma ter ocorrido um combate, Li Guixiu, que tinha 15 anos de idade no momento da passagem, cujo relato foi contestado por Chang. De acordo com Li, houve uma batalha: "O combate começou na noite. Houve muitos mortos do lado do Exército Vermelho. O KMT incendiou a ponte-casa do outro lado, para tentar queimar as cordas, e um das cordas foi cortada. Depois disto, o Exército Vermelho demorou sete dias e sete noites para atravessar".
Em um discurso proferido na Universidade de Stanford, o ex-conselheiro da Segurança nacional dos Estados Unidos Zbigniew Brzezinski mencionou uma conversa que teve com Deng Xiaoping, em que Deng teria sorrido e disse: "Bem, essa é a forma como é apresentada a nossa propaganda. É necessário para expressar o espírito de luta contra as nossas forças. De fato, foi uma operação militar muito fácil".

### Comunistas dormentes
Importantes membros do Kuomintang alega-se terem secretamente trabalhado para os comunistas chineses. Um desses comunistas dormentes foi Hu Zongnan, um alto funcionário do Exército Nacionalista, o filho de Hu se opõs a esta descrição e sua ameaça de uma ação judicial levou Jung Chang e seus editores a abandonar o lançamento do livro em Taiwan.

### Vida pessoal de Mao
Diversos aspectos da vida pessoal de Mao são expostas. Os autores encontraram documentos que relatam comportamentos escandalosos por parte de Mao. Como o fato dele mandar transportar peixe vivo ao longo de cerca de mil quilômetros, porque não apreciava peixe congelado, em uma época que a população chinesa passava por uma crise de fome. Mao também era conhecido por suas relações com diversos mulheres, segundo o livro, Mao teria criado um "harém" de mulheres jovens e atraentes para satisfazer as suas necessidades sexuais.

### Número de mortes sob Mao
O livro abre com a frase "Mao Tse-tung, que durante décadas deteve poder absoluto sobre as vidas de um quarto da população mundial, foi responsável por bem mais de 70 milhões de mortes em tempo de paz, mais do que qualquer outro líder do século XX". Chang e Halliday alegam que Mao estava disposto à sacrificar metade da população chinesa para tornar a China uma superpotência militar e nuclear. As estimativas do número de mortes durante este período variam, sendo às de Chang e Halliday uma das mais elevadas. O sinólogo Stuart Schram, em uma revisão do livro, notou que "o número exato ... foi estimado pelos bem-informados escritores, entre 40 e 70 milhões".
Os estudiosos da China concordam que a fome durante o Grande Salto Adiante causou dezenas de milhões de mortes. Chang e Halliday argumentam que as vítimas deste período representam cerca de metade dos 70 milhões do total. Uma estimativa oficial de Hu Yaobang, em 1980 colocou o número de mortes em 20 milhões, enquanto Philip Short em seu livro lançado em 2000, Mao: A Life disse que em torno de 20 a 30 milhões era um número mais credível. Chang e Halliday elogiaram o valor apresentado pelo historiador Stuart Schram que indica que 37,67 milhões "pode bem ser o mais preciso".
O professor Rudolph Joseph Rummel publicou dados atualizados em 2005, afirmando que ele acredita que as estimativas de Chang e Halliday pode estarem corretas e que ele tinha revisto seus números relativos à China.

## Resposta ao livro
Mao: A História Desconhecida se tornou um bestseller, no Reino Unido as vendas atingiram 60 000 em seis meses. Comentaristas e especialistas escreveram opiniões que variavam de um grande louvor a sérias críticas.

### Elogios
Simon Sebag Montefiore elogiou o livro em The Times, chamando o trabalho de Chang e Halliday de "um triunfo" que "expõe o seu tema como provavelmente o mais repugnante (...) sangrento do século XX. Tirano-messias, em termos de caráter, ações - e número de vítimas... Esta é a primeiro biografia política íntima do maior monstro (...) - o imperador vermelho da China".
No The New York Times, Nicholas Kristof refere-se ao livro como "uma obra magistral". Kristof afirmou este é um trabalho que demonstra que Mao foi mais "catastrófico" do que qualquer outra coisa para a China até o presente. Em suas próprias a palavras a "crueldade de Mao" foi "brilhantemente capturada neste livro extraordinário".
Gwynne Dyer, elogiou o livro por documentar os "crimes e falhas implacáveis de Mao, com detalhes sem precedentes" e afirmou que ele acreditava que acabaria por ter um impacto semelhante na China, como Alexander Solzhenitsyn escritor de Gulag Archipelago na União Soviética.
Michael Yahuda, professor de Relações Internacionais na London School of Economics, também expressou seu apoio no The Guardian. Ele se referiu a ele como um "magnífico livro" e "um trabalho fantástico" que expressaria uma "nova luz reveladora sobre quase todos os episódios tumultuosos da vida de Mao".
O professor Richard Baum da Universidade da Califórnia disse que o livro "tem de ser levado muito a sério como a investigação mais exaustivamente rica e documentada (..) da ascensão de Mao e do PCC". Baum ainda acredita que "este livro provavelmente mudará para sempre como a maneira como a história moderna chinesa é entendida e ensinada".
Stuart Schram, simultaneamente criticava certos aspectos de Mao: A História Desconhecida, mais defendeu uma revisão do livro pois o considera "uma contribuição valiosa para a nossa compreensão de [Mao] e seu lugar na história".
Perry Link, professora de literatura chinesa na Universidade de Princeton, elogiou o livro em The Times Literary Supplement e enfatizou o efeito que poderia ter no Ocidente:
"Parte da paixão de Chang e Halliday para expor o «desconhecido» Mao é claramente destinada a crédulos ocidentais... Durante décadas, muitos intelectuais do Ocidente e as elites políticas têm assumido que Mao e seus herdeiros simbolizam o povo chinês e a sua cultura, e mostrar respeito aos governantes é o mesmo que o respeito aos temas. Quem lê o livro de Jung Chang e Jon Halliday é inoculado contra esta ilusão. Se o livro vende sequer metade de tantas cópias como os 12 milhões de Wild Swans, poderá mudar (...) este perigoso padrão de pensamento ocidental". 

### Críticas
O livro de Chang e Halliday tem sido fortemente criticado por um vasto número de peritos académicos. Embora geralmente concordem com os autores que Mao seria "um monstro", um número de docentes especializados na história e na política moderna chinesa questionam o rigor factual de uma série de conclusões da Chang e Halliday, destacando a sua utilização seletiva de provas e de sua objetividade, entre outras críticas.
O Professor André Nathan da Universidade de Columbia publicou uma extensa avaliação do livro na London Review of Books. Embora ele concorde que alguns aspectos do livro - por exemplo, "a indiferença de Mao, perante o sofrimento de suas esposas e filhos" - e admitiu que possam fazer contribuições para o campo real, a revisão de Nathan foi amplamente negativa.  Ele observou que "muitas das suas descobertas provém de fontes que não podem ser controladas, e outras são abertamente especulativas ou são baseadas em provas circunstanciais, e algumas são falsas". Nathan sugeriu que a própria raiva com o líder chinês por parte de Halliday e Chang lhes fez retratar "um possível, mas não uma plausível Mao" ou uma "caricatura de Mao" e para evitar uma explicação mais complexa da história moderna chinesa em favor de "uma simples personalização de culpa". Do mesmo modo, o professor Jonathan Spence da Universidade de Yale alegou na New York Review of Books que os autores tinham um "único foco sobre a vileza de Mao", minando "muito o poder que sua história poderia ter tido".
David S. G. Goodman, professor de Estudos da China Contemporânea na Universidade de Tecnologia de Sydney, escreveu uma análise crítica do livro de Chang e Halliday no The Pacific Review. Ele sugeriu que há um argumento implícito em Mao: A História Desconhecida que é "uma conspiração de acadêmicos e estudiosos que tenham optado por não revelar a verdade" - um argumento que ele compara à teoria de conspiração de O Código Da Vinci. Goodman argumentou que "os 'fatos', em O Código Da Vinci são tão fiáveis como os que se encontraram em Mao: A História Desconhecida". Goodman afirmou que o estilo de escrita foi "extremamente polêmico" e que o mesmo livro pode ser visto como uma "forma de ficção", onde "uma grande narrativa" é "um substituto para provas e argumentos". Goodman foi altamente crítico da metodologia e da utilização de fontes de Chang e Halliday, bem como várias das suas conclusões específicas.
O Professor Thomas Bernstein da Universidade de Columbia refere-se ao livro como "... uma catástrofe de grandes proporções para o campo da China contemporânea..."  porque o "livro é colocada a serviço de destruir completamente a reputação de Mao. O resultado é igualmente um prodigioso número de citações fora de contexto, distorção de fatos e omissão de muito daquilo que faz Mao um complexo, contraditório, e um líder multi-face".
Um exame detalhado de Mao: A História Desconhecida, foi publicada em janeiro de 2006 em The China Journal. Os editores dividiram a vida de Mao em quatro períodos, e destinaram estudiosos sobre estes diferentes períodos para rever as posições de Chang e Halliday no livro, e ao mesmo tempo, avaliar o trabalho global. Os Professores Gregor Benton (Universidade de Cardiff) e Steve Tsang (Universidade de Oxford) argumentaram que o livro foi uma "história e biografia de mal à pior", que fez "inúmeras afirmações erradas". Chang e Halliday "utilizaram fontes seletivamente, fora de contexto, ou outras formas para (...) distorcer e atirar Mao numa luz defeituosa". Eles discutiram uma série de erros e problemas específicos nas fontes e práticas antes de concluir que o livro "não representam uma contribuição para a nossa compreensão fiável de Mao ou do século XX na China". Timothy Cheek (Universidade Britânica de Columbia) argumentou em sua revisão que "o livro de Chang e Halliday não é uma história no sentido de uma aceitação fundamentada da análise histórica", mas sim um "uma divertida versão chinesa de um novela televisa". Cheek achou "perturbador ... que os grandes meios comerciais ocidentais podem concluir que este livro não é só ficção, mas uma história fantástica".

## Resposta dos autores às críticas
Em Dezembro de 2005, um artigo no jornal The Observer sobre o livro continha uma breve declaração de Chang e Halliday no que se refere às crítica gerais.

"Os pontos de vista acadêmicos sobre Mao e a história chinesa representam uma sabedoria acumulada que nós estivemos atentos enquanto escrevíamos nossa biografia de Mao. Tiramos nossas próprias conclusões e interpretações de eventos através de uma década da investigação". 
Os autores também responderam a revisão de Andrew Nathan em uma carta ao The London Review of Books.